# Sven Michaelis
Sven Michaelis (* 31. März 1981 in Karl-Marx-Stadt) ist ein deutscher Behindertensportler.

## Werdegang
Er ist von Geburt an schwerbehindert, denn er leidet an einer Dysmelie, einer Fehlbildung dreier Gliedmaßen. Von Beruf ist er Finanzwirt.

## Sportliche Betätigung
Trotz seiner Behinderung engagierte er sich im BFV Ascota Chemnitz leistungssportlich. Seine Disziplin war das Schwimmen, wobei er sowohl im Rückenschwimmen und im Freistil als auch im Lagenschwimmen bald derartig gute Leistungen erbrachte, dass er in die deutsche Nationalmannschaft berufen wurde. Mit dieser Mannschaft nahm er an zahlreichen internationalen Wettbewerben teil. So war 5 Mal bei Europameisterschaften (1997, 1999, 2001 und 2009 im Schwimmen und 2011 im Rollstuhlrugby) dabei. Außerdem brillierte bei den Weltmeisterschaften 1998 und 2006 sowie bei den Paralympics 2000, 2004, 2008 und 2012.
Bei diesen internationalen Sportlichen Wettbewerben errang er zahlreiche Medaillen:
Europameisterschaften:
- 1997: Goldmedaille im 4 × 50 m Lagen, Silbermedaille im 50 m Freistil
- 1999: Goldmedaille im 100 m Rücken, Bronzemedaille im 200 m Lagen
- 2001: Goldmedaille im 100 m Rücken, Bronzemedaillen im 100 m Freistil und Lagen
- 2009: Bronzemedaillen im 100 m Freistil und im 100 m Rücken

Weltmeisterschaften:
- 1998: Goldmedaille 4 × 50 m Lagen, Bronzemedaille 4 × 50 m Freistil und 50 m Freistil
- 2006: Bronzemedaille im 400 m

Paralympische Sommerspiele:
- 2000: Silbermedaille im 200 Rücken
- 2004: Bronzemedaille im 200 m Lagen[3]

Ab 2010 wechselte Sven Michaelis die Sportart. Von da an spielte er Rollstuhlrugby. Mit der deutschen Nationalmannschaft nahm er in dieser Sportart an den Europameisterschaften 2011 teil, bei der die deutsche Mannschaft den 4. Platz erreichte.
Für seine sportlichen Leistungen wurde er am 16. März 2005 mit dem Silbernen Lorbeerblatt ausgezeichnet.